# Dominik Bąk
Dominik Bąk (ur. 19 grudnia 1977 w Chełmie) – polski aktor teatralny i filmowy.

## Życiorys
W 2001 roku ukończył studia na PWST w Krakowie. Występował na scenach następujących teatrów:
- Teatr Dramatyczny im. Jana Kochanowskiego w Opolu (2001-06)
- Teatr Studio w Warszawie
- Teatr na Bielanach w Warszawie

## Filmografia
- 1997−2011: Klan − Krzysztof robotnik na budowie
- 1999: Tydzień z życia mężczyzny − Andrzej Kon, matkobójca na wizji lokalnej
- 2002: Edi − Cygan, chłopak księżniczki
- 2003−2011: Na Wspólnej − Rysiek
- 2004: Vinci − policjant Szymański
- 2004−2011: Pierwsza miłość − Józef
- 2005−2006: Warto kochać
- 2005: Klinika samotnych serc − Mietek, policjant z Siemiatycz (odc. 6)
- 2006: Fala zbrodni − Sajgon (odc. 64)
- 2007−2010: Samo życie − 2 role: policjant śledzący prywatnego detektywa Ludwika „Zygę” Korna; człowiek Ludwika „Zygi” Korna strzegący bezpieczeństwa Kacpra Szpunara
- 2007: Pitbull − policjant z Bemowa, syn kosmonauty (odc. 14)
- 2007: Twarzą w twarz − dziennikarz
- 2007: Prawo miasta − Korzeń, pracownik Jagi (odc. 8)
- 2007−2008: Glina − Szerszeń
- 2007: Plebania − mężczyzna (odc. 913)
- 2007: Odwróceni − oficer (odc. 11)
- 2007: Kryminalni − Kalot, szef szalikowców (odc. 68)
- 2007: Królowie śródmieścia − policjant (odc. 10)
- 2007: Ekipa − lotniarz (odc. 1)
- 2007: Egzamin z życia − sprzedawca w sklepie wojskowym (odc. 90)
- 2008: Trzeci oficer − strażnik więzienny (odc. 2 i 8)
- 2008−2009: Czas honoru − gestapowiec (odc. 13); żołnierz niemiecki legitymujący Nowotnika (odc. 20)
- 2009: Piksele − młodszy policjant
- 2009−2011: Ojciec Mateusz − Ruciński, brat Sławka (odc. 12); przywódca kiboli (odc. 78)
- 2009: Sprawa Janusza W. − Szpadel
- 2010: Skrzydlate świnie − Żarówa
- 2010: Hotel 52 − złodziej (odc. 17)
- 2010: Duch w dom − brat panny młodej (odc. 2)
- 2011: Tramwaj
- 2011: Szpilki na Giewoncie − ochroniarz Karola (odc. 23)
- 2011: Wszyscy kochają Romana − Artur (odc. 13)
- 2011: Ludzie Chudego − gangster (odc. 26)
- 2011: Barwy szczęścia − niepełnosprawny Sebastian (odc. 546 i 581)
- 2012: Misja Afganistan − st. szer. Wrzochu
- 2013: Prawo Agaty − Paweł Głowiński (odc. 41)
- 2014: Komisarz Alex − Piotr Malec (odc. 78)
- 2016: M jak miłość − leśnik Majewski
- 2016: Bodo - przechodzeń składający propozycję Eugeniuszowi Bodo zagrania w filmie (odc. 7)
- 2020: Jonasz z 2B − Dzida, nauczyciel WF-u

## Teatr Telewizji
Ma na koncie rolę parobka Juraja w spektaklu „Matka Joanna od aniołów” (2006)